# Winston A. Reynolds
Winston Allin Reynolds (* 1922; † 14. März 1985 in Santa Barbara (Kalifornien)) war ein US-amerikanischer Romanist, Hispanist und Mexikanist.

## Leben und Werk
Reynolds promovierte 1957 an der University of Southern California mit der Arbeit Hernán Cortés in heroic poetry of the Spanish Golden Age (spanisch: Hernán Cortés en la literatura del siglo de oro, Madrid 1978). Ab 1955 lehrte er an der University of California at Santa Barbara, von 1962 bis 1965 als Chairman des Instituts für Spanisch und Portugiesisch und ab 1970 als Full Professor.

## Werke
- Espiritualidad de la conquista de Méjico, Granada 1966
- Romancero de Hernán Cortés. Estudio y textos de los siglos xvi y xvii, Madrid 1967
- El corregidor Diego Díaz del Castillo (hijo el Conquistador) ante la Inquisición de México 1568-1571, Madrid 1973
- (Hrsg. mit José Toribio Medina) Luis Zapata, Carlo famoso. El primer poeta que trata del escubrimiento y conquista del Nuevo Mundo, Madrid 1984